# Alsóvárosvíz
Alsóvárosvíz (románul: Orăștioara de Jos, németül: Unterbrooserbach) falu Romániában, Erdélyben, Hunyad megyében.

## Nevének eredete
Magyar és német neve folyóvizére utal, míg román neve Szászváros nevének kicsinyítő képzős alakjából való. 1444-ben Waraswyze és Also Waraswyze, 1463-ban Waraschywar, 1464-ben Warasthywar, 1750-ben Also Orestyiora alakban tűnik föl, míg az Alsóvárosvíz név első említése 1760–62-ből való (Alsó Város-Viz).

## Fekvése
Szászvárostól 12 kilométerre délre, a Városvíz partján, a Kudzsiri-havasok északnyugati lábánál fekszik.

## Népessége
- 1785-ben 417 fővel és 82 ortodox családdal írták össze, valószínűleg más felekezetű nem is élt a településen.[1]
- 1910-ben 512 lakosából 464 volt román, 13 magyar, nyolc német és 27 egyéb (cigány) anyanyelvű; 474 ortodox, 15 görögkatolikus, kilenc református és nyolc római katolikus vallású.
- 2002-ben 357 román nemzetiségű lakosából 345 volt ortodox és 11 pünkösdi vallású.

## Története
Román lakosságú falu volt Hunyad vármegyében. 1463-ban és 1500-ban kenézét, 1500-ban oláh „plébánosát” („honesti viri plebani Wolachalis de Alsowwaroswÿze”) említették. 1900 körül vendégfogadója működött.

## Jegyzetek

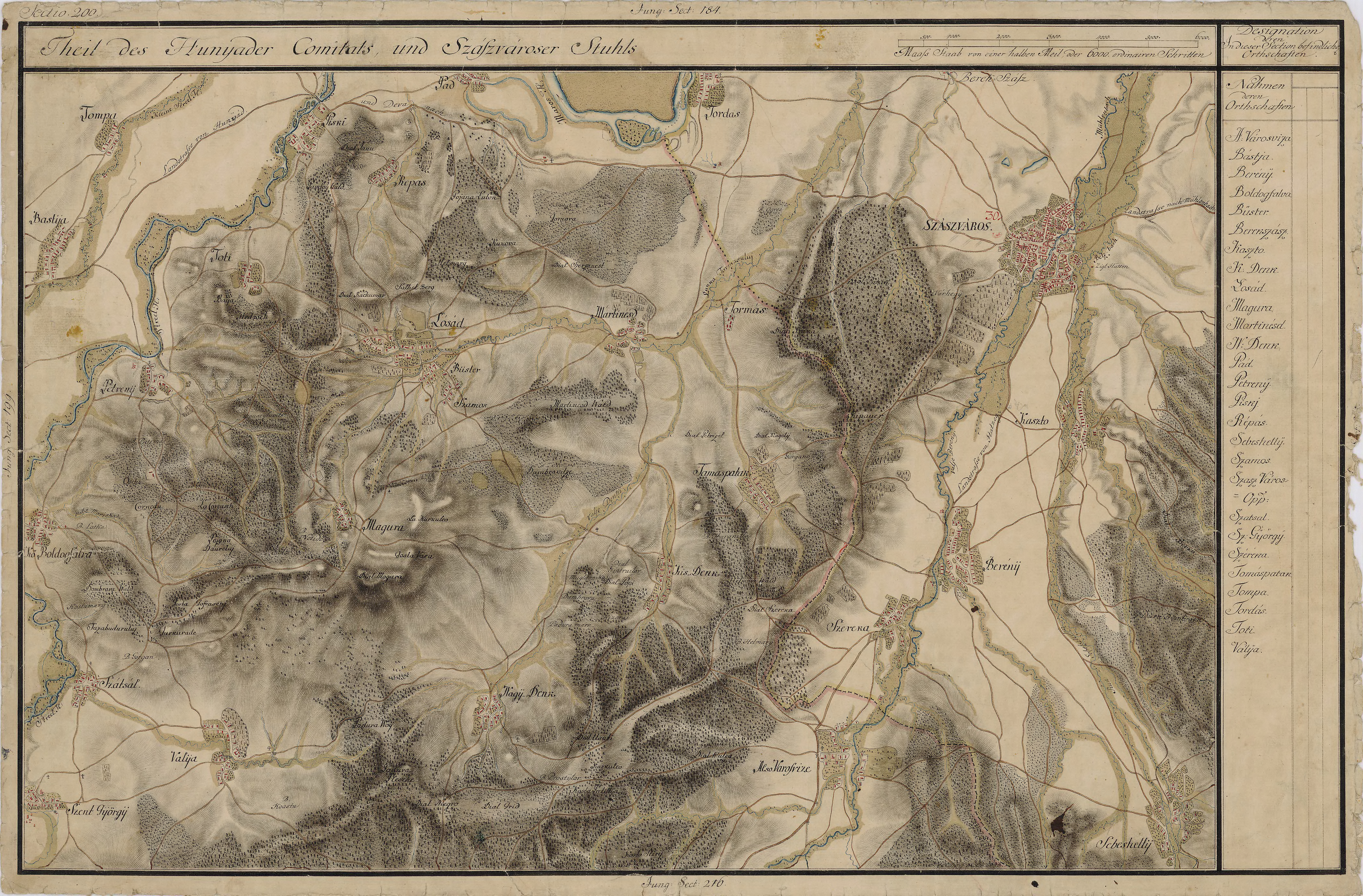
A falu mint Also-Varosvize 1769–72-ben